# Криптовірологія
Криптовірологія (англ. Cryptovirology)  — це наука, яке вивчає, як використовувати криптографію для розробки потужного шкідливого програмного забезпечення. Дисципліна з'явилося з огляду на те, що криптографія з відкритим ключем може бути використана для порушення симетрії між сприйняттям шкідливих програм злочинцем та антивірусом. Аналітик антивірусу бачить відкритий ключ, який міститься в шкідливому програмному забезпеченні, а атакуючий бачить відкритий ключ, який міститься в шкідливій програмі, а також відповідний приватний ключ (поза зловмисним програмним забезпеченням), оскільки зловмисник створив ключову пару для атаки. Відкритий ключ дозволяє шкідливому програмному забезпеченню виконувати віддалені дії в односторонньому режимі на комп'ютері жертви, які можуть бути скасовані лише зловмисником.
Дисципліна також охоплює приховані атаки шкідливого ПЗ, в яких зловмисник непомітно краде конфіденційну інформацію, таку як наприклад: симетричні ключі, закриті ключі, стан PRNG. Прикладами таких прихованих атак є асиметричні бекдори. Асиметричний бекдор — це бекдор (наприклад, в криптосистемі), який може використовуватися тільки зловмисником, навіть після його виявлення. Це контрастує з традиційним бекдором, який є симетричним, тобто будь-хто, хто знаходить його, може його використовувати.
Клептографія, підполе криптовірології, — це дослідження асиметричних бекдорів в алгоритмах генерації ключів, алгоритмах цифрового підпису, обміні ключами, генераторах псевдовипадкових чисел, алгоритмах шифрування та інших криптографічних алгоритмах. Відомий приклад асиметричного бекдора — це бекдор в генератор псевдовипадкових чисел Dual EC DRBG.

## Історія
Перша криптоврологічна атака була придумана Моті Юнгом і Адамом Янгом, і була ними названа «криптовірологічним вимаганням», вона була представлена 1996 року на конференції IEEE Security & Privacy. Ця робота і створила термін «криптовірологія», яким називають ті напрямки, які досліджують, як методи шифрування використовуються в шкідливому програмному забезпеченні. Уже тоді була описана віддалено схожа на сьогоднішню схема роботи шкідливого програмного забезпечення, що використовує методи симетричного шифрування. Сучасні криптовіруси крім симетричного шифрування використовують ще й асиметричне шифрування. Через багато років ЗМІ стали називати криптовірусне вимагання «Ransomware» (від англ. «Ransom» — викуп і «software» — програмне забезпечення). У 2016 році криптовірологічні атаки на постачальників медичних послуг досягли рівня епідемії, в результаті чого Департамент охорони здоров'я та соціальних служб США випустив інформаційний бюлетень про Ransomeware і HIPAA. Каліфорнія прийняла закон, за яким вимога викупу за розшифровку даних, зашифрованих зловмисно, вважається кримінальним злочином.
Довгий час вважали, що криптовірологія в основному стосується вимагань. Фактично, переважна більшість криптовірологічних атак є прихованими за своєю природою. Цей міф почав зникати в 2013 році після того, як з'ясувалося, що Dual EC DRBG є кріитовірусною атакою, яка приховує внутрішній стан генератора псевдовипадкових чисел.

## Криптовірус
У комп'ютерній безпеці криптовірус визначається як комп'ютерний вірус, який містить і використовує відкритий ключ. Зазвичай відкритий ключ належить автору вірусу, хоча є й інші варіанти. Наприклад, вірус або черв'як можуть генерувати і використовувати свою власну пару ключів під час виконання. Кріптовіруси можуть використовувати секретний канал, щоб приховати інформацію і можуть спілкуватися між собою.

### Схема роботи криптовіруса
Криптовірус, крипточерв або криптотроян містять публічний ключ за допомогою якого шифруються дані на комп'ютері жертви методом асиметричної криптографії. Потім криптовірус вимагає у жертви гроші за розшифровку даних. Після отримання грошей, зловмисник відправляє жертві свій приватний ключ, яким жертва розшифровує зашифровані криптовірусом дані. Тривіальний недолік даного методу в тому, жертва може повідомити, наприклад в Інтернеті, іншим зараженим даними криптовірусом приватний ключ, що звільнить їх від необхідності платити за нього творцеві вірусу. Тому вже тоді в 1996 Моті Юнг і Адам Янг припустили, що криптовіруси майбутнього будуть використовувати методи симетричного і асиметричного шифрування за таким методом: зловмисник створює, наприклад RSA пару ключів (публічний-приватний), криптовірус на комп'ютері жертви генерує випадковий таємний ключ, таємним ключем шифруються дані жертви. Потім таємний ключ шифрується публічним ключем. Для розшифровки даних, жертві потрібно заплатити грошей зловмисникові за розшифровку згенерованого вірусом таємного ключа приватним ключем зловмисника.

### Приклади відомих криптовірусів
Перший вірус з шифруванням з'явився за 7 років до робіт Моті Юнга і Адама Янга в 1989 році. Троянський кінь AIDS модифікував файл AUTOEXEC.BAT, чекав до 90 завантажень системи і шифрував імена всіх файлів на диску C. Потім користувач отримував вимогу вислати гроші на абонентську скриньку в Панамі. 11 грудня 1989 року близько двадцяти тисяч конвертів, що містять всередині П'ятидюймовий дискету AIDS Information Version 2.00, потрапили в поштову службу Лондона. Вкладений в конверт буклет закликав одержувачів вставити дискету в комп'ютер і встановити програмний пакет. Куди більш дрібними літерами на зворотному боці було зазначено, що в рамках ліцензійної угоди користувач повинен заплатити 189 або 389 доларів США. Ця вимога і спливала після 90 перезавантажень. AIDS нагадує сучасні криптовимагачі лише віддалено: він шифрує НЕ дані, а назви папок.
Перші помітні віруси з шифруванням файлів на диску почали з'являтися в середині 2000-х: PGPCoder, Archiveus, Cryzip та інші. Заробляти вони намагалися по-різному: хтось просив переказати кошти на акаунт E-gold або Liberty Reserve (нині покійні платіжні системи, відомі популярністю серед кіберзлочинців), хтось пускався в екзотику. Наприклад, Archiveus шифрував вміст папки «Мої документи» і просив купувати товари в певній онлайн-аптеці для отримання пароля.
Всім цим екземплярам не вистачало декількох факторів. Кількох технологій, які замислювалися як корисні і зручні, але були використані в злочинних цілях. Це розподілені криптографічні системи для анонімних платежів з високим ступенем анонімності — Bitcoin і його клони. Це повністю анонімні мережі — Tor і I2P, які дозволяють надійно приховати в даркнеті реальне місце розташування командних серверів. Нарешті, на руку криптовірусам зіграли розвиток алгоритмів файлового шифрування, зростання процесорної потужності комп'ютерів і наявність на них постійного підключення до Інтернету.
У 2013 році по світу почав крокувати CryptoLocker. За допомогою Tor троян з'єднувався з одним з командних серверів, отримував від нього 2048-бітний публічний ключ RSA для шифрування 256-бітного ключа AES-шифрування файлів і вимагав оплати в розмірі 300—400 доларів або євро декількома способами, в тому числі біткойнов. Технічні характеристики мережі Bitcoin дозволяють відстежити, скільки монет знаходиться на будь-якому гаманці. Так дослідники сайту ZDNet відстежили чотири гаманця і порахували, що зловмисники отримали за три місяці десятки мільйонів доларів. Опитування Кентського університету серед британців виявив дивно високий відсоток людей, які заплатили: серед заражених CryptoLocker — приблизно 41 %, інших різновидів криптовимагачів — близько 30 %.
CryptoLocker викликав хвилю послідовників і наслідувачів: Locker, CryptoLocker.F, TorrentLocker, CryptoWall і так далі. Сьогодні трояни-вимагачі продають і надають в оренду. Їх творці почали включати творчу жилку в оформленні вимоги про платіж: Jigsaw видаляє файли раз на годину, погрожуючи образом персонажа з трилерів «Пила». Вірус Ranscam просто експлуатує репутацію «продукту» і лише видаляє файли, але все одно вимагає гроші.
14 квітня — 27 червня 2017 року відбулась одна з найбільших хакерських атак з використанням різновиду вірусу Petya, який вимагав 300$ за розшифрування даних. Внаслідок атаки була заблокована діяльність великої кількості підприємств, телеканалів, радіостанцій, банків та урядових і приватних сайтів. Втрати підприємств по всьому світу склали понад $1 млрд.

### Інші способи використання криптографічних шкідливих програм
Крім криптовірусного вимагання існують і інші потенційні можливості використання криптовірусів. Наприклад, для отримання прихованої інформації і використовується в захищеному зв'язку між різними екземплярами розподіленого криптовіруса.

### Створення криптовірусів
Для успішного написання криптовіруса необхідні докладні знання різних криптографічних примітивів, таких як генератор випадкових чисел, правильні рекомендовані режими шифрування тексту і т. д. Неправильний вибір може привести до гіршої криптографічної стійкості. Таким чином, використання раніше існуючих підпрограм було б ідеальним. Microsoft CryptoAPI (CAPI), є можливим інструментом. Було продемонстровано, що з використанням всього 8 різних викликів цього API криптовірус може задовольнити всі свої потреби в шифруванні.

## Роль криптовірології в інформаційній війні
В інформаційній війні майбутнього перемогти зможуть тільки ті країни, які займають провідні позиції в критовірологічних технологіях і заходах їх протидії. Криптовірологічні технології можуть бути використані для створення паніки з використанням таких методів, як створення помилкової ядерної тривоги, можуть бути використані для блокування і шифрування військових баз даних ворожих країн. Також за допомогою криптовірологічної атаки можна збити зв'язок в мережах ворогів нації, викликавши атаки типу «відмова в обслуговуванні» (DoS) у великих масштабах.

## Заходи протидії
Існує кілька заходів, які можна застосувати, щоб значно знизити ризик нападу або зараження криптовірусом. Багато з атак можна уникнути за допомогою існуючих антивірусних механізмів і інструментів, оскільки криптовіруси поширюються так само, як і традиційні віруси. Першим кроком до цього є впровадження механізмів та схем виявлення вірусів перед зараженням або відразу після проникнення в систему.
- Прямий моніторинг пам'яті необхідний, щоб зловити самополіморфне шифрування криптовіруса[18].

- Використання тільки пароля недостатньо для безпечної аутентифікації хоста. Краще використовувати дворівневу аутентифікацію, спочатку з біометричним об'єктом, таким як відбиток користувача або сканування діафрагми, а після, з використанням пароля[19].

- Використання сучасного антивіруса з регулярно оновлюваною базою даних про віруси, оскільки криптовіруси поширюються подібно до звичайних вірусів[18].

- Існують сильні криптографічні методи і хороші генератори псевдовипадкових чисел, такі як True Random Bit Generator (TRBG), що робить вірус більш простим в реалізації і швидким у виконанні, якщо код оптимізований. Використання потужних криптографічних інструментів в операційних системах може підвищити безпеку системи, але робить систему вразливою, оскільки віруси можуть викликати ці процедури операційної системи для зловмисної мети. Отже, необхідно відстежувати процеси, що викликають криптографічні процедури, і робити спроби запобігати і блокувати процеси, які не мають достатніх прав доступу для виклику криптографічних процедур[20].

- Використання системи виявлення вторгнень і брандмауера для захисту хоста в мережевий системі і автономних системах[20].